# Sándor Pósta
Sándor Pósta (ur. 25 września 1888 w Pánd, zm. 4 listopada 1952 w Budapeszcie) – węgierski szablista i florecista, trzykrotny medalista olimpijski.
Na igrzyskach olimpijskich w Paryżu w 1924 roku zdobył trzy medale. Najpierw wspólnie z Zoltánem Schenkerem, Ödönem Tersztyánszkym, István Lichteneckertem i László Bertim zdobył brązowy medal we florecie drużynowym. Następnie Ödön Tersztyánszky, János Garay, Sándor Pósta, László Berti, József Rády, Zoltán Schenker, Jenő Uhlyárik i László Széchy wywalczyli srebro w szabli drużynowej. Ponadto zwyciężył w szabli indywidualnej. W rundzie finałowej uzyskał taki sam wynik co János Garay i Francuz Roger Ducret. W barażach o miejsca na podium Pósta wygrał oba pojedynki i ostatecznie wyprzedził kolejno Ducreta i Garaya. 
Nie zdobył medalu mistrzostw świata.
W 1912 uzyskał doktorat z medycyny na Królewskim Węgierskim Uniwersytecie Franciszka Józefa w Koloszwarze. Walczył w I wojnie światowej, był ranny. Po zakończeniu wojny osiadł w Budapeszcie i pracował jako stomatolog. W latach 1922 i 1924 był mistrzem kraju w szabli indywidualnej.

## Starty olimpijskie
Paryż 1924
- szabla indywidualnie –  złoto
- szabla drużynowo –  srebro
- floret drużynowo –  brąz